# Сахаров, Александр Александрович
Алекса́ндр Алекса́ндрович (по другим источникам, Алексе́евич) Са́харов (1856 — не ранее 1914) — художник-маринист, создававший военно-исторические картины и пейзажи. Был вольнослушателем Императорской Академии художеств, учился у И. К. Айвазовского.
Став первым маринистом на Дальнем Востоке, Сахаров приобрёл известность в Приморье и выполнял заказы, работая на Шантарских островах, в Благовещенске, Хабаровске, Порт-Артуре. Наиболее известны его картины «Оборона Благовещенска в 1900 году» и «Бой у Чемульпо „Варяга“ и „Корейца“». Большой успех имела его выставка, прошедшая в июне 1904 года во Владивостоке.
А. А. Сахаров был одним из участников легендарного перехода Северным морским путём ледоколов «Вайгач» и «Таймыр». В бухте Провидения, узнав о начале Первой мировой войны, А. А. Сахаров прервал путешествие и вернулся во Владивосток, чтобы участвовать в войне. Две его работы, посвящённые начальному этапу этого плавания, хранились у М. Ф. Шульца.
Самой известной из работ Сахарова является картина «Оборона Благовещенска в 1900 году», написанная им по поручению генерал-губернатора Приамурья Н. И. Гродекова.
Жена — с 1886 года Маркова Елизавета Константиновна (1857—1923), бывшая любовница Антона Чехова.

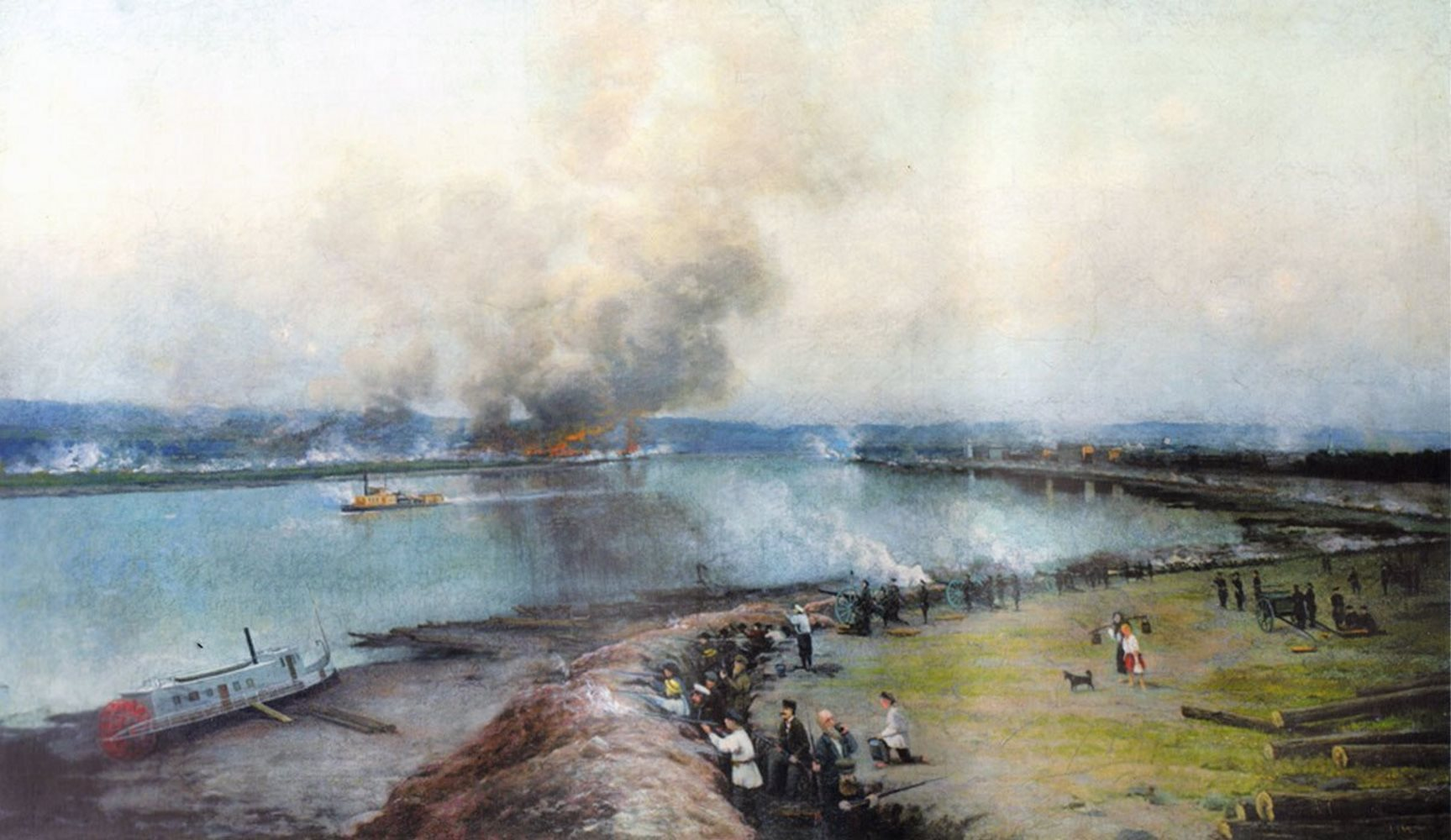
А. А. Сахаров. Оборона Благовещенска. 1902 год
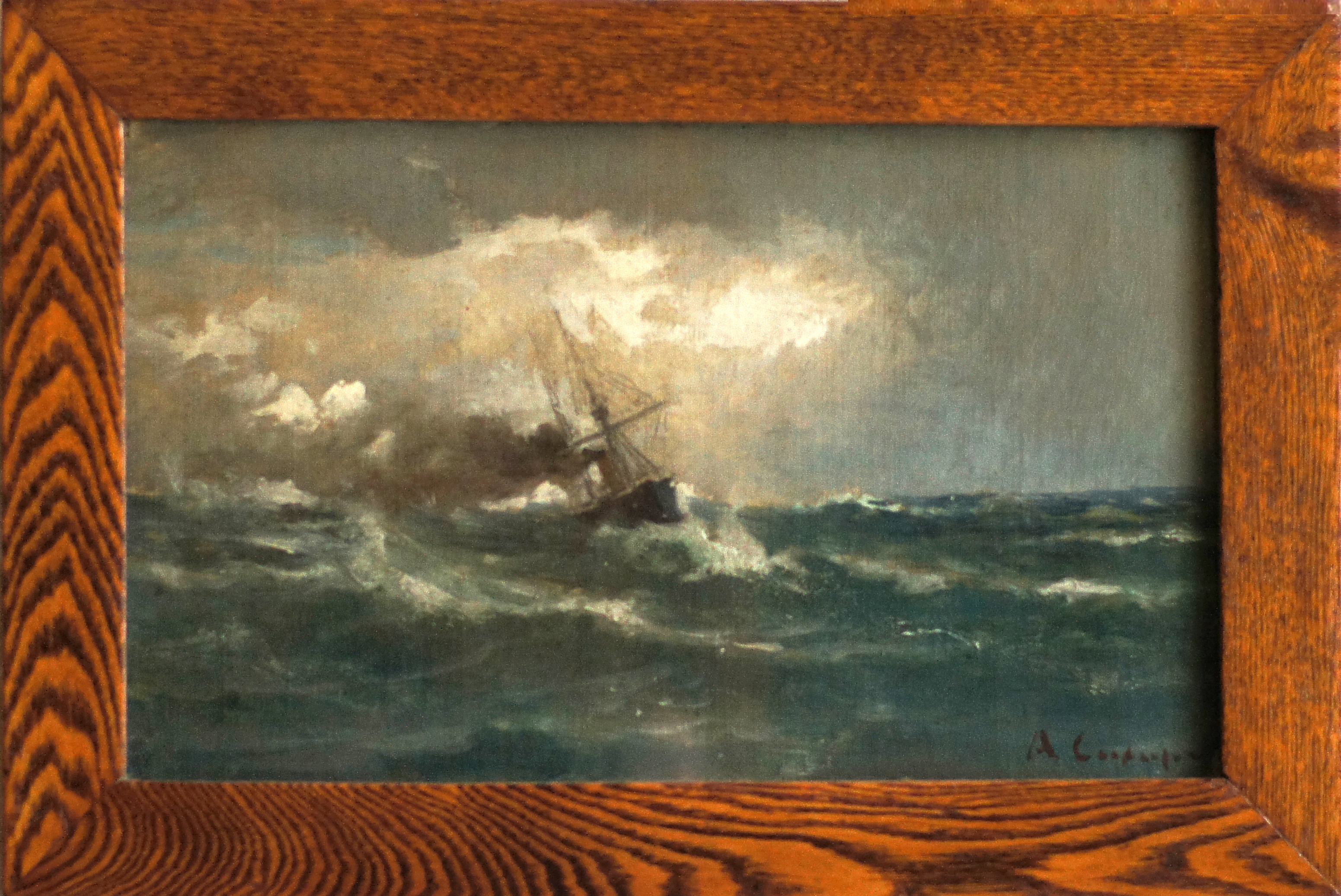
А. А. Сахаров. «Ледокол „Таймыр“ в Беринговом море». Июль 1914.
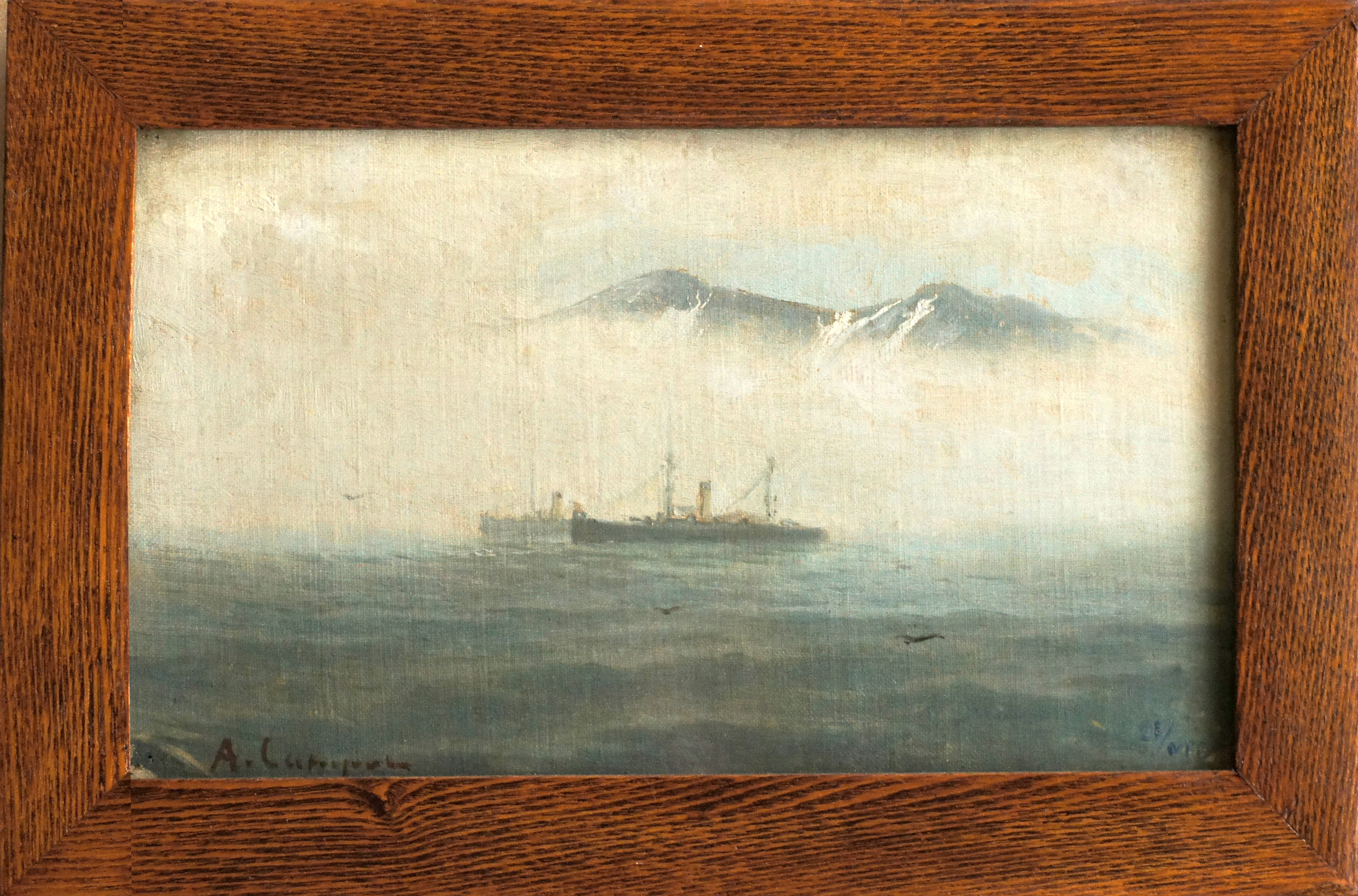
А. А. Сахаров. «"Таймыр" и "Вайгач" в бухте Провидения». 21.07.1914.